# 吕廷
吕廷是德国梅克伦堡-前波美拉尼亚州的一个市镇。总面积15.15平方公里，总人口548人，其中男性269人，女性279人（2011年12月31日），人口密度36人/平方公里。